# Isla Hansan
Isla Hansan (en coreano: 한산도) también conocida como Hansando, es una isla en la provincia de Gyeongsang del Sur (경상남도) en el relativamente pequeño estrecho de Chungmu, en la península de Tongyeong.
El lugar alrededor de la isla fue escenario de la batalla de Myeongnyang durante la Guerra Imjin, en el que el Almirante Yi Sun Sin (이순신) derrotó decisivamente a la flota principal de guerra de los japoneses liderados por Wakizaka Yasuharu (脇坂 安治). Después de la batalla, el almirante Yi trasladó su base naval principal de Yeosu a la isla Hansan, ya que era estratégicamente ventajosa para la vigilancia y reconocimiento del cercano estrecho de Gyeonnaeryang (견내량, 見乃梁), que fue una ruta interior que conducía directamente a la principal japonesa situada en Busan.